# René Joseph Rakotondrabé
René Joseph Rakotondrabé (* 12. September 1932 in Fandriana, Madagaskar; † 9. Juli 2012) war römisch-katholischer Bischof von Toamasina.

## Leben
René Joseph Rakotondrabé empfing nach seiner theologischen und philosophischen Ausbildung am 11. April 1960 die Priesterweihe.
Papst Paul VI. ernannte ihn am 25. März 1972 zum Titularbischof von Umbriatico und zum Weihbischof im Bistum Tuléar. Erzbischof Michele Cecchini, Pro-Nuntius in Madagaskar, spendete ihm am 1. Oktober 1972 die Bischofsweihe; Mitkonsekratoren waren Gilbert Ramanantoanina SJ, Erzbischof von Fianarantsoa, und Albert Joseph Tsiahoana, Erzbischof von Diégo-Suarez.
Am  28. Februar 1974 wurde er von Papst Paul VI. zum Bischof von Tuléar (ab 1989 Bistum Toliara) ernannt. Am 15. Mai 1989 ernannte ihn Papst Johannes Paul II. zum Bischof von Tamatave, seit der Umbenennung zum Bistum Toamasina am 31. Januar 1990 war er dessen Bischof.
Am 24. November 2008 nahm Papst Benedikt XVI. sein aus Altersgründen vorgebrachtes Rücktrittsgesuch an.